# Etanolamina
L'etanolamina, també dita 2-aminoetanol o monoetanolamina (sovint abreujada com ETA o MEA), és un compost orgànic que a la vegada és una amina primària i un alcohol primari (degut a un grup hidroxil). Com d'altres amines actua com una base feble. L'etanolamina és un líquid tòxic, inflamable, corrosiu, incolor i viscós amb una olor similar a la de l'amoníac.
L'etanolamina és el segon cap de grup més abundant per als fosfolípid que es troben en la membrana biològica i també es fa servir en molècules missatgeres.

## Producció
La monoetanolamina es produeix per la reacció de l'òxid d'etilè amb amoníac aquòs; la reacció també produeix dietanolamina i trietanolamina.

## Aplicacions
El MEA es fa servir en solucions aquoses per scrubbar certs gasos àcids. Es fa servir per produir detergents, emulsidors productes farmacèutics, inhibidors de la corrosió i intermediaris químics. Per exemple reaccionant amb amoníac dona l'agent quelant comú etilendiamina:

### Controlador del pH
L'etanolamina sovint s'usa per alcalinitzar l'aigua en centrals energètiques incloent les d'energia nuclear amb reactors d'aigua pressuritzada. Això es fa per evitar la corrosió dels metalls. L'ETA (o de vegades amines similars) se selecciona perquè no s'acumula en les generadors de vapor.